# Cochliopidae
Cochliopidae zijn een familie van slakken. De familie is voor het eerst wetenschappelijk beschreven in 1866 door Tryon. Het typegeslacht van de familie is Cochliopa Stimpson, 1865. 

## Taxonomie
De familie is als volgt onderverdeeld:
- Onderfamilie Cochliopinae
  - Geslacht Cochliopa Stimpson, 1865
- Onderfamilie Littoridininae
  - Geslacht Antrobia Hubricht, 1971
  - Geslacht Littoridina Souleyet, 1852
  - Geslacht Pseudotryonia Hershler, 2001
  - Geslacht Tryonia Stimpson, 1865
- Onderfamilie Semisalsinae
  - Geslacht Eupaludestrina Mabille, 1877
  - Geslacht Heleobia Stimpson, 1865
  - Geslacht Semisalsa Radoman, 1974
- Onbekende onderfamilie
  - Geslacht Chorrobius Hershler, Liu & Landye, 2011
  - Geslacht Dyris
  - Geslacht Eremopyrgus Hershler, 1999
  - Geslacht Feliconcha Wesselingh, Anderson & Kadolsky, 2006  †
  - Geslacht Glabertryonia Wesselingh, Anderson & Kadolsky, 2006
  - Geslacht Minckleyella Hershler, Liu & Landye, 2011
  - Geslacht Onobops Thompson, 1968
  - Geslacht Pyrgophorus Ancey, 1888

## Taxonomie volgens WoRMS
- Antrobia Hubricht, 1971
- Antroselates Hubricht, 1963
- Aphaostracon F. G. Thompson, 1968
- Aroapyrgus H. B. Baker, 1931
- Balconorbis Hershler & Longley, 1986
- Carinulorbis Yen, 1949 †
- Chorrobius Hershler, Liu & Landye, 2011
- Clarenciella Beu & Marshall, 2014 †
- Coahuilix D. W. Taylor, 1966
- Cochliopa Stimpson, 1865
- Cochliopina Morrison, 1946
- Dyris Conrad, 1871
- Emmericiella Pilsbry, 1909
- Eremopyrgus Hershler, 1999
- Heleobia Stimpson, 1865
- Heleobops F. G. Thompson, 1968
- Juturnia Hershler, Liu & Stockwell, 2002
- Lithococcus Pilsbry, 1911
- Littoridina Souleyet, 1852
- Mesobia F. G. Thompson & Hershler, 1991
- Mexipyrgus D. W. Taylor, 1966
- Onobops F. G. Thompson, 1968
- Pseudotryonia Hershler, 2001
- Pyrgophorus Ancey, 1888
- Semisalsa Radoman, 1974
- Sioliella Haas, 1949
- Spurwinkia Davis, Mazurkiewicz & Mandracchia, 1982
- Texadina Abbott & Ladd, 1951
- Tryonia Stimpson, 1865
- Zetekina Morrison, 1947